# 赵立荣
赵立荣（1934年—），河北雄县人，中国人民解放军将领、中国人民解放军中将。
毕业于空军司令部机要训练队。1993年，接替赵炳耀，担任北京军区空军政治委员。1997年，由蒲荣祥接任。1993年，授中国人民解放军中将军衔。